# Kapr utca
Az alapvetően északnyugat–délkelet irányú Kapr utca (Kaprova ulice) Prága Óvárosában köti össze a Jan Palach teret a Franz Kafka térrel; ekként a Mánes híd (Mánesův most) jobbparti folytatásának tekinthető. A 28 méterrel a felszín alatt húzódó  Staroměstská metróállomásának két bejárata fut ki erre az utcára. A középkorban fontos út vezetett itt az Óváros téri piactól a Moldva gázlójáig.

## Nevének eredete
Nevét arról a kaprštejni Pável Kaprról kapta, aki 1565–71-ben az Óváros polgármestere volt. Övé volt az utcában A Három Pontyhoz címzett ház (a „kapr” szó magyarul pontyot jelent).
Eleinte (első írásos említése 1253-ból származik) „Szent Valentin utcának” hívták a mostani Kapr utca és a Valentin utca sarkán állt Szent Valentin templomról. Ezzel párhuzamosan a 16. század közepe óta használták az utca mostani nevét is különböző, „Kaprovic, Kaprová”, illetve „Kaprova” alakokban. 1794-ben II. József vallásügyi reformjának részeként a templomot lebontották, ezzel ez az elnevezés okafogyottá vált.

### Nevesebb épületei
- a Károly Egyetem Bölcsészettudományi karának Filozófiai intézete — Kapr utca 1., Jan Palach tér 2-
- Na Kocandě ház, saroképület utcaKapr utca 2., Keresztesek utcája (Křižovnická) 14.
- Apartmanház — Kapr utca 3., Valentin utca (Valentinská) 10.
- Három Ponty Ház – Kapr utca 8.
- Kék szoba; Jaroslav Ježek zeneszerző emlékkiállítása — Kapr utca 10/45.
- postahivatal — Kapr utca 12.

## Fordítás
- Ez a szócikk részben vagy egészben  a   Kaprova (Praha) című cseh Wikipédia-szócikk ezen változatának fordításán alapul.  Az eredeti cikk szerkesztőit annak laptörténete sorolja fel. Ez a jelzés csupán a megfogalmazás eredetét és a szerzői jogokat jelzi, nem szolgál a cikkben szereplő információk forrásmegjelöléseként.